# Золотой (Самарская область)
Золотой — посёлок в Шигонском районе Самарской области России. Входит в состав сельского поселения Суринск.

## География
Находится при автодороге 36Н-698, на расстоянии примерно 17 километров по прямой на север-северо-запад от районного центра села Шигоны.

## Население
| 2010 |
| ---- |
| 44   |

Постоянное население составляло 66 человек (русские 92 %) в 2002 году, 44 в 2010 году.

## Инфраструктура
Личное подсобное хозяйство с зоной сельскохозяйственного использования, индивидуальная застройка усадебного типа.

## Транспорт
Остановка общественного транспорта «Золотой», остановочный пункт 99 километр.